# Szpital Powiatowy w Kętrzynie
Szpital Powiatowy w Kętrzynie – szpital znajdujący się w Kętrzynie przy ul. M. Skłodowskiej-Curie. Położony jest na północ od Jeziora Kętrzyńskiego i na południe od Ostoi Ptactwa – Doliny Rzeki Guber.

## Z historii lecznictwa miast: od rastenburskiego do kętrzyńskiego
Tradycje lecznictwa zamkniętego w Rastenburgu, obecnym Kętrzynie, sięgają czasów krzyżackich, kiedy to od południa ówczesnego Rastenburga poza obronnymi  murami miasta, po 1361 wybudowany był szpital - kaplica św. Ducha. Szpital pełnił funkcję przytułku dla starców, inwalidów, w tym osób psychicznie chorych oraz izolatki nad rzeką. Do niego trafiali chorzy, a w szczególności nie rokujący na wyzdrowienie.
Kaplica św. Ducha przy Domu Opieki istniała i istnieje do dziś przy ul. Wileńskiej. Hospitalizacja polegała na ziołolecznictwie, izolacji, rehabilitacji.
Budynek Zakonu Szpitala i Domu Niemieckiego z Jerozolimy – Teutonów, mieścił się na terenie byłego młyna w Dolinie, nad brzegiem rzeki Guber, na skrzyżowaniu ulic Wileńskiej i Warmińskiej. Południowa część murów miejskich, byłego Rastenburga, pod bacznym okiem straży Zakonnej, obserwującej teren przygraniczny, między Państwem Zakonnym, a Warmińską stolicą biskupią – Rösel i widoczną z tego miejsca, z wieży byłego St. Georg Kirche – kościoła obronnego św. Jerzego – obecnej bazyliki mniejszej, była częścią gęsto zalesioną, wzdłuż której spływała rzeka Guber.
Dżumie i innym chorobom zakaźnym, sprzyjał pierwsze, dolinne, morowe i wilgotne powietrze i położenie szpitalno-kapliczne, stąd podania o wyrzucaniu zwłok zakażonych do rzeki.

### Najstarsze apteki
Pierwsza apteka w Rastenburgu, obecnym Kętrzynie, powstała około 1620 roku, przy obecnej ul. Zamkowej 36. Sprzedawano tam środki dezynfekcyjne mające zapobiec dżumie. Druga Pod Orłem powstała w roku 1663. Po założeniu apteki sprzedawano tam leki przeciw zatruciom i gniciu. Apteka ta w późniejszym okresie należała do ojca Arno Holza. (Apteka znajdowała się przy Ritter str., obecnej ul. Rycerskiej, na budynku umieszczona jest tablica upamiętniająca miejsce urodzenia Arno Holza). Apteki musiały cieszyć się powodzeniem, a aptekarze uznaniem skoro aptekarz Heinr. Balth. Billich w roku 1684 został rastemburskim burmistrzem.

### O lekarzach z przeszłości
W przeszłości funkcje lekarzy pełnili: znachorzy, łaziebni i cyrulicy, a gdy było potrzeba to i pastorzy. Skutecznym lekarzem w zapobieganiu dżumy był pastor Helwing z Angeburga obecnie Węgorzewa.
Kwalifikowana kadra medyczna kształcona była na Albertynie w Królewcu, już wkrótce po założeniu uniwersytetu w 1544 r.
Pierwszy miejski lekarz w Rastenburgu, obecnym Kętrzynie, znany jest od 1649, jego wynagrodzenie roczne wynosiło trzy talary. W 1676 pierwszym chirurgiem miejskim został medyk Fuchs. W roku 1709 lekarzem miejskim był Hübner, który musiał być skuteczny w zwalczaniu dżumy, skoro został lekarzem nadwornym króla Fryderyka Wilhelma. Hübner od roku 1720 objął stanowisko adiunkta na wydziale medycyny w Berlinie. Hübner w 1722 powrócił do Rastenburga, był wówczas zastępcą burmistrza, a od roku 1723 znalazł się na liście rastenburskich burmistrzów. Lekarzami w Rastenburgu, późniejszym Kętrzynie byli także Polacy: lekarzem miejskim był Staszewski ok. 1881 i powiatowym w latach 1860-1870 Adamkiewicz.

## Historia szpitala
Pierwsza wzmianka o szpitalu miejskim w Kętrzynie pochodzi z XVII w. W roku 1888 Sł. geogr. podaje, że w Ratemborku był zakład dla chorych na umyśle. Zakład ten znajdował się przy współczesnej ul. Asnyka. W 1903 r. Zarząd Zakładu Psychiatrycznego w Kętrzynie z Fundacji Sembecka przekazał grunty położone na północ od Jeziora Kętrzyńskiego kościołowi ewangelickiemu pod budowę szpitala. Szpital budowany był ze środków osób fizycznych oraz funduszy powiatu i miasta. Budynek nowego szpitala to skrzydło obecnej budowli, znajdujące się od strony jeziora. Początkowo szpital miał 60 łóżek. Opiekę nad chorymi sprawowały 4 siostry i lekarze z Zakładu Psychiatrycznego. Kontrolę nad szpitalem sprawowało kuratorium w składzie: starosta, najwyższy rangą duchowny ewangelicki i burmistrz. Nowy szpital od kościoła ewangelickiego przejął powiat. 8 sierpnia 1908 r. dyrektorem szpitala został dr Ludwig Diehl, który tę funkcję pełnił do stycznia 1945.

### Wkroczenie Armii Czerwonej
27 stycznia 1945 r. Armia Czerwona zajęła ówczesne miasto Rastenburg. Dzień wcześniej, 26 stycznia, nazistowskie władze pozwoliły na ewakuację szpitala i Zakładu Opiekuńczego przy ul. Asnyka, na terenie którego znajdował się ewakuowany 15 stycznia 1945 dom dziecka z Ełku. Ze szpitala ewakuowano chorych zdolnych do transportu i marszu, później wieczorem z Zakładu Opiekuńczego wyruszyła kolumna marszowa dzieci. Żołnierze Armii Czerwonej postępowali z ludnością cywilną w taki sposób jakiego nie znali weterani z I wojny światowej. W szpitalu wymordowani zostali ranni żołnierze, a pielęgniarki po wielokrotnym gwałceniu mordowane były tak, żeby czuły, że umierają. Samobójstwa popełniły dwie rodziny lekarzy, wiedząc że na oczach kolegi lekarza dokonywany był zbiorowy gwałt jego córki. W takich warunkach prof. dr. Ludwig Diehl uznał, że jego misja jako lekarza i dyrektora szpitala została zakończona. Przed popełnieniem samobójstwa 31 stycznia 1945 przekazał życzenie do żyjącego jeszcze personelu szpitala, aby ciało jego pochować w zbiorowym grobie obok szpitala razem ze siostrami szpitalnymi.
4 czerwca 2008 r. odbyła się uroczystość odsłonięcia pomnika na tym grobie. Mogiła została wyróżniona architektonicznie z otaczającego terenu. Na jej środku ustawiony został krzyż, a po jego bokach dwa głazy z tablicami z jednobrzmiącymi napisami w języku polskim i niemieckim – tekst upamiętnia ofiary mordu. Tablice zostały odsłonięte przez starostę kętrzyńskiego Tadeusza Mordasiewicza i przewodniczącego Związku Byłych Kętrzynian Hubertusa Hilgendorffa. Mogiła została poświęcona przez proboszcza parafii św. Katarzyny w Kętrzynie ks. Prałata dr Zygmunta Klimczuka i pobłogosławiona przez proboszcza parafii ewangelickiej św. Jana pastora Pawła Hause. Przy mogile posadzono sosny taborskie, które wyrosły z nasion poświęconych przez papieża Benedykta XVI.

### Szpital od maja 1945
Pod koniec roku 1945 na terenie powiatu kętrzyńskiego pracowało: dwóch lekarzy, jeden magister farmacji, dwóch felczerów, siedem pielęgniarek, jeden laborant i dwie położne. Od grudnia 1945 lekarzem powiatowym był Zygmunt Kozłowski. Szpital w roku 1945 posiadał cztery oddziały: chirurgiczny, wewnętrzny, zakaźny i położniczy. Praca w tym okresie była bardzo trudna brakowało sprzętu medycznego, leków i żywności. W 1959 roku szpital miał 10 oddziałów i zatrudniał 20 lekarzy. Od tego roku szpital wyposażony był w elektrokardiograf. Szpital Powiatowy w Kętrzynie zabezpiecza w sposób ciągły pod względem leczniczym potrzeby mieszkańców terenu powiatu kętrzyńskiego.
W 2006 roku hospitalizowano w kętrzyńskim szpitalu 9809 pacjentów, z czego 795 było mieszkańcami innych powiatów. W 2008 w kętrzyńskim szpitalu jest 181 łóżek i funkcjonują następujące oddziały, poradnie i pracownie diagnostyczne: oddział chorób wewnętrznych, oddział chirurgii ogólnej i ortopedycznej oddział ginekologiczno-położniczy z pododdziałem neonatologii – oddział dziecięcy, oddział laryngologii, oddział intensywnej opieki medycznej, dział fizjoterapii i rehabilitacji, blok operacyjny, centralna sterylizatornia, apteka, dział ratownictwa medycznego, poradnia chirurgiczna, poradnia chirurgii urazowo-ortopedycznej, pracownia elektrokardiograficzna, pracownia serologii transfuzjologicznej, pracownia mikrobiologii.

## Dyrektorzy szpitala w Kętrzynie
- 1908-1945 – Ludwig Diehl
- 1945-1946 – Zygmunt Kozłowski
- 1947-1948 – Bolesław Praszłowicz
- 1948-1949 – A Terajewicz
- 1950-1951 – Załucki Leon
- 1952-1956 – Adam Rymont
- 1956-1972 – Jan Lipiński
- 1972-1981 – Mieczysław Jabłoński
- 1981-1990 – Jerzy Wroński
- 1990-1990 – Andrzej Szalcunas
- 1990-1992 – Tomasz Koper
- 1992-1998 – Andrzej Drelichowski
- 1998-1998 – Elżbieta Limanowicz
- 1998-1999 – Mirosław Sieniakowski
- 1999-2003 – Piotr Sańko
- 2003-2005 – Mirosława Bykowska
- 2005-2007 – Tomasz Koper
- 2007-2009 – Jerzy Godlewski
- 2009-2011 – Mirosław Kochański
- 2011-2015 – Małgorzata Jadczak
- 2015-2015 – Marek Trawiński
- 2015-2015 – Mirosław Kochański
- 2015-2016 – Jerzy Godlewski
- 2016-2018 – Krzysztof Tytman
- 2018-2019 – Jerzy Godlewski
- od 2019 – Wojciech Glinka[1]